# Muránska Zdychava
Muránska Zdychava es un municipio del distrito de Revúca en la región de Banská Bystrica, Eslovaquia, con una población estimada a final del año 2024 de 218 habitantes.
Se encuentra ubicado al este de la región, en la cuenca hidrográfica del río Sajó —un afluente derecho del río Tisza— y cerca de la frontera con la región de Košice.

## Demografía
| Año        | 1994 | 2004    | 2014     | 2024    |
| ---------- | ---- | ------- | -------- | ------- |
| Población  | 304  | 293     | 250      | 218     |
| Diferencia |      | −3,61 % | −14,67 % | −12,8 % |

| Año        | 2023 | 2024    |
| ---------- | ---- | ------- |
| Población  | 219  | 218     |
| Diferencia |      | −0,45 % |